# Arabinogalaktan
Arabinogalaktan (AG) – biopolimer składający się z dwóch cukrów prostych: arabinozy i galaktozy, w stosunku 1:6. Główny szkielet zbudowany jest z silnie rozgałęzionych łańcuchów β-(1-3)-D-galaktopiranozy z przyłączonymi wiązaniem β-(1-6)-glikozydowym grupami bocznymi. Masa cząsteczkowa tego wielocukru wynosi od 10 000 do 120 000 Da. Polisacharyd dobrze rozpuszcza się w wodzie i jest doskonałym źródłem błonnika pokarmowego. 
W przyrodzie występują dwa rodzaje arabinogalaktanów: arabinogalaktan roślinny i arabinogalaktan mikrobiologiczny. Arabinogalaktan mikrobiologiczny jest głównym składnikiem strukturalnym ściany komórkowej prątków (Mycobacterium). U roślin jest on składnikiem wielu gum, w tym gumy arabskiej i gumy ghatti. Znajduje się w szeregu produktach pochodzenia roślinnego, takich jak np.: marchew, rzodkiewka, pomidor, czarna fasola, pszenica, kukurydza, gruszka, czerwone wino. Arabinogalaktany związane są z różnymi procesami dotyczącymi wzrostu i rozwoju roślin. AG często występuje w połączeniu z białkami, a powstałe w ten sposób białko arabinogalaktanu (AGP) pełni funkcję cząsteczek sygnalnych, przekazujących informacje między komórkami oraz służy do uszczelniania ran roślinnych.
Głównym surowcem do otrzymywania arabinogalaktanu jest modrzew zachodni, ponieważ jego drewno oraz kora zawierają duże ilości tej substancji. Pozyskuje się go metodą ekstrakcji z dolnych partii pnia tego drzewa. W związku z tym, że AG produkuje się z modrzewia i nie towarzyszy mu białko, to dzięki temu otrzymany arabinogalaktan jest czysty i identyczny strukturalnie. Arabinogalaktan również stanowi podstawową frakcję błonnika akacjowego (nazywanego również gumą arabską). Prowadzone badania udowodniły pozytywne efekty stosowania powyższego polisacharydu. Spożywanie AG przez ludzi wywiera znaczący wpływ na wzmocnienie korzystnej mikroflory jelitowej, w szczególności powiększając ilość bakterii Bifidobacterium i Lactobacillus. Wykazano, że arabinogalaktan zwiększa produkcję krótkołańcuchowych kwasów tłuszczowych, zwłaszcza maślanu i propionianu, a także zmniejsza wytwarzanie i wchłanianie amoniaku, którego nadmiar w okrężnicy sprzyja aktywności kancerogennej. Arabinogalaktan cechuje się sporą aktywnością biologiczną. Badania eksperymentalne wykazały, że AG może stymulować naturalną cytotoksyczność, za którą odpowiedzialne są komórki NK, wzmacniać funkcjonowanie układu odpornościowego, hamować przerzuty nowotworowe do wątroby, jak również wspomagać trawienie. Ten polisacharyd zmniejsza częstotliwość pojawiania się powszechnych przeziębień ze względu na swoje właściwości immunostymulujące oraz pozwala zwiększyć skuteczność niektórych szczepionek. Współcześnie AG jest używany na wiele sposobów, przede wszystkim jako dodatek do żywności, pasz dla zwierząt, w uprawie roślin; może być także stosowany w produktach farmaceutycznych, kosmetycznych i budowlanych.